# Naum Aronson

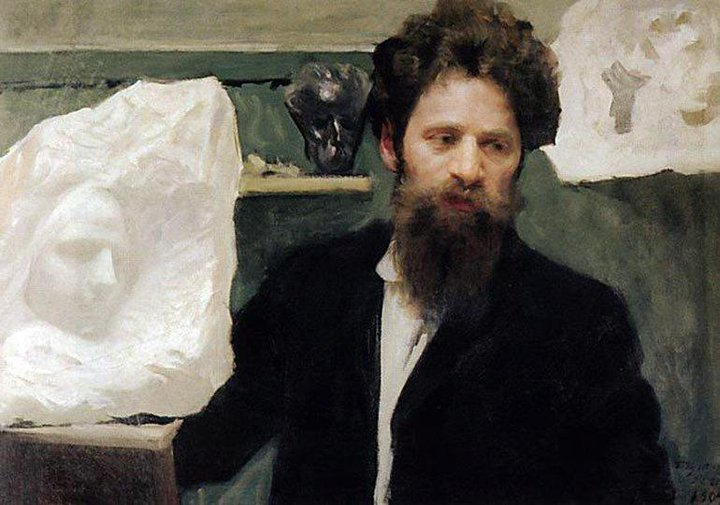
Boris Michailowitsch Kustodijew:
Porträt von Naum Aronson

Naum Aronson (russisch Наум Львович Аронсон, * 25. Dezember 1872 in Krāslava, damals Russisches Kaiserreich, heute Lettland; † 30. September 1943 in New York City, Vereinigte Staaten) war ein Bildhauer, der hauptsächlich in Frankreich tätig war.
Im Alter von sechzehn Jahren begann er das Studium in der Malerschule von Iwan Petrowitsch Trutnew in Wilna, aber nach zehn Monaten kehrte er nach Krāslava heim. 1891 kam er nach Paris, wo er Auguste Rodin kennenlernte. Er studierte in der École des Arts Décoratifs, bei Hector Lemaire und in der Académie Colarossi.
Nach der Abdienung des Militärdienstes in der russischen Armee kam er wieder nach Paris und schuf seit 1896 die Büsten bekannter Personen, wie Louis Pasteur, George Washington, Ludwig van Beethoven, Grigori Rasputin und Spartacus. Seit 1897 nahm er an den Pariser Kunstsalons teil. 1912 fand in Paris eine gemeinsame Ausstellung der Werke von Naum Aronson und seiner Freunde David Widhopff und Alexander Altman statt.
1913 besuchte er Krāslava, wo er ein Haus für behinderte Kinder stiftete. Nach dem Ausbruch des Zweiten Weltkrieges verließ Aronson Frankreich und siedelte sich 1940 in den Vereinigten Staaten an, wo er 1943 starb.